# Рейнальдо Рей
Рейнальдо Рей (англ. Reynaldo Rey, при рождении Гарри Рейнолдс; 27 января 1940 — 28 мая 2015) — американский актёр и комик. Его наиболее известными работами были роли в фильмах «Пятница», «Белые люди не умеют прыгать» и «Ночи Гарлема».

## Биография
Рей родился в округе Секвойя штата Оклахома. Он афро-американского и коренного американского происхождения. Он получил степень бакалавра наук в колледже штата Канзас по специальности в области образования.
Умер 28 мая 2015 года в результате осложнений после полученного за год до этого инсульта.

## Фильмография
| Год  |    | Русское название                   | Оригинальное название       | Роль                    |
| ---- | -- | ---------------------------------- | --------------------------- | ----------------------- |
| 1982 | ф  | Молодость, больница, любовь        | Young Doctors in Love       | Чичерелли               |
| 1989 | ф  | Ночи Гарлема                       | Harlem Nights               | игрок                   |
| 1990 | ф  | Парень со странностями             | Far Out Man                 | Лу                      |
| 1991 | ф  | Ярость в Гарлеме                   | A Rage in Harlem            | слепой                  |
| 1991 | ф  | Три Мускателя                      | The Three Muscatels         | Король Альберто Начо    |
| 1992 | ф  | Белые люди не умеют прыгать        | White Men Can’t Jump        | Тэд                     |
| 1992 | мф | Дети Биби                          | Bébé’s Kids                 | Пышный                  |
| 1994 | ф  | Домашняя вечеринка 3               | House Party 3               | мистер Пратт            |
| 1995 | ф  | Пятница                            | Friday                      | папа Реда               |
| 1997 | ф  | Пьяный                             | Sprung                      | братан                  |
| 1997 | ф  | Нахрен этот фанк                   | Fakin’ da Funk              | Эрнест                  |
| 1999 | ф  | Белая ворона                       | The Breaks                  | дядюшка                 |
| 1999 | ф  | Джеки вернулась!                   | Jackie’s Back               | Кадиллак Джонсон        |
| 1999 | ф  | Бей в кость                        | Play It to the Bone         | спортивный обозреватель |
| 2000 | ф  | Литл Ричард                        | Little Richard              | Шугарфут Сэм            |
| 2006 | ф  | Кто приготовил картофельный салат? | Who Made the Potatoe Salad? | мистер Браун            |
| 2007 | с  | Все ненавидят Криса                | Everybody Hates Chris       | мистер Лестер           |
| 2008 | ф  | Первое воскресенье                 | First Sunday                | Соул Джо                |